# Juan Moral

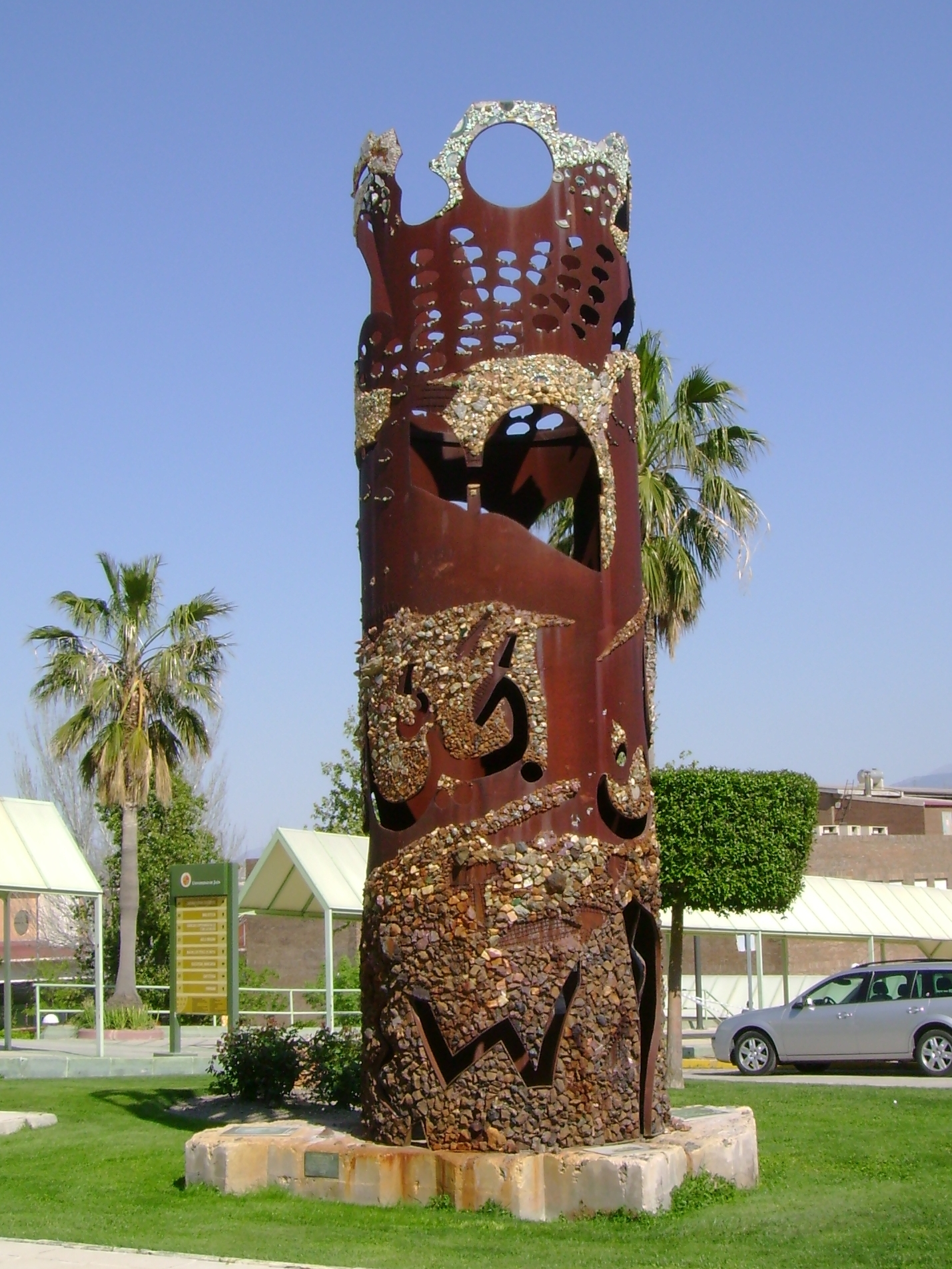
Torre de Jaén o Torre del saber, de Juan Moral (1998), expuesta en la Universidad de Jaén.

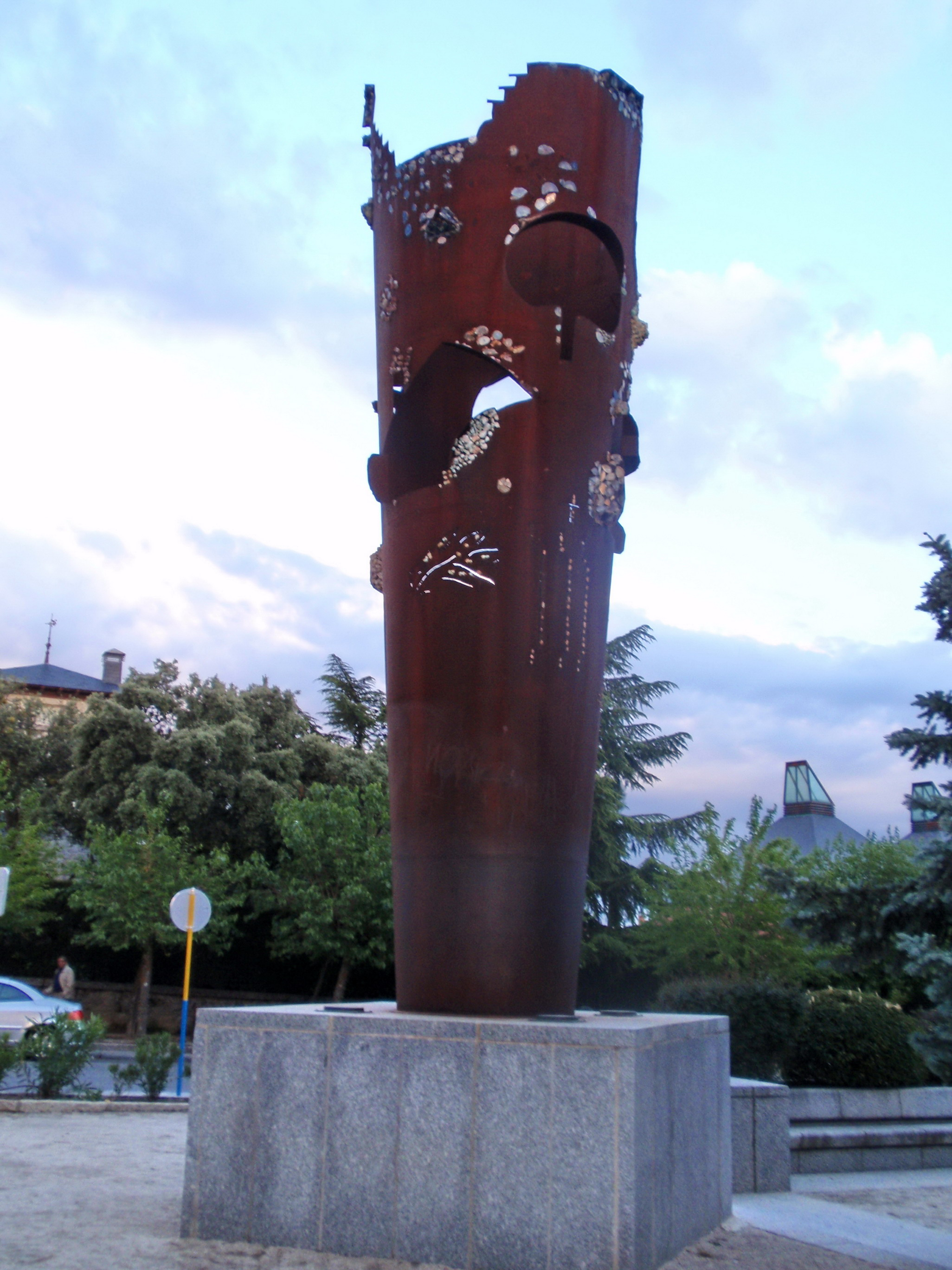
Monumento a la historia de Torrelodones.

Juan Moral (Torredelcampo, Jaén, 1941) es un escultor español, autor de numerosos monumentos en espacios públicos y presente en gran cantidad de exposiciones.
Entre sus obras, destacan el Monumento al Pescador “El Copo” (Algeciras 1988); el Monumento a los pueblos Iberoamericanos, (Coslada 1990), la Torre del Saber (Universidad de Jaén 1998) y A la Historia de Torrelodones (2004), en homenaje a la localidad madrileña en la que reside.

## Biografía
- 1941: Nace en Torredelcampo (Jaén). Estudió bachillerato en la cercana ciudad de Torredonjimeno (Jaén). Desde niño dibuja, modela y recorta siluetas en el taller de carpintería de su padre, el pintor de arte naïf Manuel Moral Mozas, buscando siempre juegos expresivos en volúmenes y luz. Realiza su primera escultura un busto del hoy notario Antonio Pulgar.

- 1959-64: Se traslada a Madrid. Cursa la carrera de Arquitectura Técnica donde profundiza en sus estudios de dibujo y geometría descriptiva. Durante los veranos fue a las milicias universitarias en Segovia donde hacía retratos y paisajes en pintura y escultura, así como vidrieras con materiales erosionados y oxidados.

- 1965-67: En Madrid estudia en la Escuela de Artes Decorativas interesándose en especial por las técnicas pictóricas, la acuarela y la aguada. Sigue los cursos de Historia del Arte que imparte el crítico Moreno Galván. En Madrid completa su formación artística en la Escuela de Artes Decorativas. Investiga en técnicas pictóricas y escultóricas. Compagina su trabajo de arquitecto técnico con el artístico en pintura y escultura en bronce. Investiga con diversos materiales plásticos como textiles y metales y se interesa por la plasmación del movimiento. Progresivamente va evolucionando de la figuración a una mayor abstracción.

- 1967-80: Comienza su trabajo de escultor. Su proceso va pasando del dibujo a lo pictórico, de lo mimético a lo inventivo, de la realidad a la abstracción. Realiza investigaciones con diferentes materiales. Su interés se orienta hacia las formas orgánicas. De unos bronces primitivos muy volumétricos pasa a estudios de plasmación del movimiento.

- 1980-91: Su interés por los materiales y procedimientos plásticos se orienta hacia trabajos con piedras y minerales, con los que logró los "Litospacios", composiciones bidimensionales de piedra sobre soporte metálico, fase clave en su llegada a la abstracción, que llegó a su máxima expresión en los murales integrados en la arquitectura, que derivarían seguidamente en esculturas exentas y monumentos urbanos como El Copo en Algeciras (Cádiz) y el Monumento a los Pueblos Iberoamericanos en Coslada (Madrid). Posteriormente los litospacios derivaron en esculturas y monumentos que pueden contemplarse en diversos espacios urbanos.

- 1991-95: Tensiones y equilibrios se dan cita en las obras de este período, lleva a cabo esculturas, resultantes de planos curvados y tensionados, revestidos de material pétreo. Se exhiben por vez primera en la madrileña Galería Rayuela. Con estas piezas hace diversas intervenciones en jardines y esculturas monumentales.

- 1996-98: Su estilo va torsionando las formas geométricas hasta derivarlas en sugerencias orgánicas. Comienza una serie de esculturas en hierro tratado, que parte de volúmenes geométricos a modo de hitos. Son las Estelas Íberas. Columnas, troncos de cono, pirámides, paralelepípedos, etc., formas únicas o fusionadas vaciadas y mordidas con grafismos del alfabeto íbero, para resaltar oquedades, que permiten asomarse al interior de la escultura, obteniendo así una especie de danza. En la "Trilogía a Lorca " juega con la manipulación de la pirámide y el paralelepípedo. El rectángulo se torsiona hasta derivar en ritmo corporal en obras como "Triste elevación" o la "Torre del Saber" en la Universidad de Jaén.

- 1998: Lleva a cabo una serie de esculturas en hierro tratado, que parte de volúmenes geométricos a modo de hitos: columnas, troncos de cono, pirámides, paralelepípedos, formas únicas o fusionadas y mordidas con grafismos del alfabeto íbero que aluden a Cástulo, Ibulca, Himilce, y permiten asomarse al interior de la escultura mostrando el vacío como parte integral, decisiva de la escultura. Realiza su primer monumento urbano, "El Copo", homenaje al pescador para la ciudad de Algeciras, en 1988.

A partir de esta última fecha, ha realizado diversas esculturas para plazas, parques, jardines e instituciones públicas como el "Monumento a los Pueblos Iberoamericanos" en Coslada (Madrid), la gran actuación plástica de "Los Tres Pasos" para la plaza del Ayuntamiento de Linares, los "Signos Orgánicos" del paseo de la Estación en Jaén, o el creado en el 2004 "A la Historia de Torrelodones".

## Exposiciones
- 1982: Galería Ynguanzo, Madrid.
- 1983: Hasting Gallery, Nueva York.
- 1985: Galería Jabalcuz, Jaén.
- 1987: Galería Ynguanzo, Madrid.
- 1989: The Winter Tree Gallery, Nueva York.
- 1991: Roglan Claris, Barcelona.
- 1995: Galería Rayuela, Madrid.
- 1998: Universidad de Jaén.
- 2000: Galería Municipal de Linares.
- 2001: Instituto de Torredelcampo.
- 2004: Museo Provincial de Jaén.
- 2004: Casa de la Cultura de Torrelodones (Madrid).
- 2007: Sala Municipal de Torredelcampo.
- 2009: Museo Tiflológico de la ONCE (Madrid).[4][5]

Además ha realizado exposiciones colectivas en España, Francia, Austria, Estados Unidos de América y China.

## Monumentos en espacios públicos

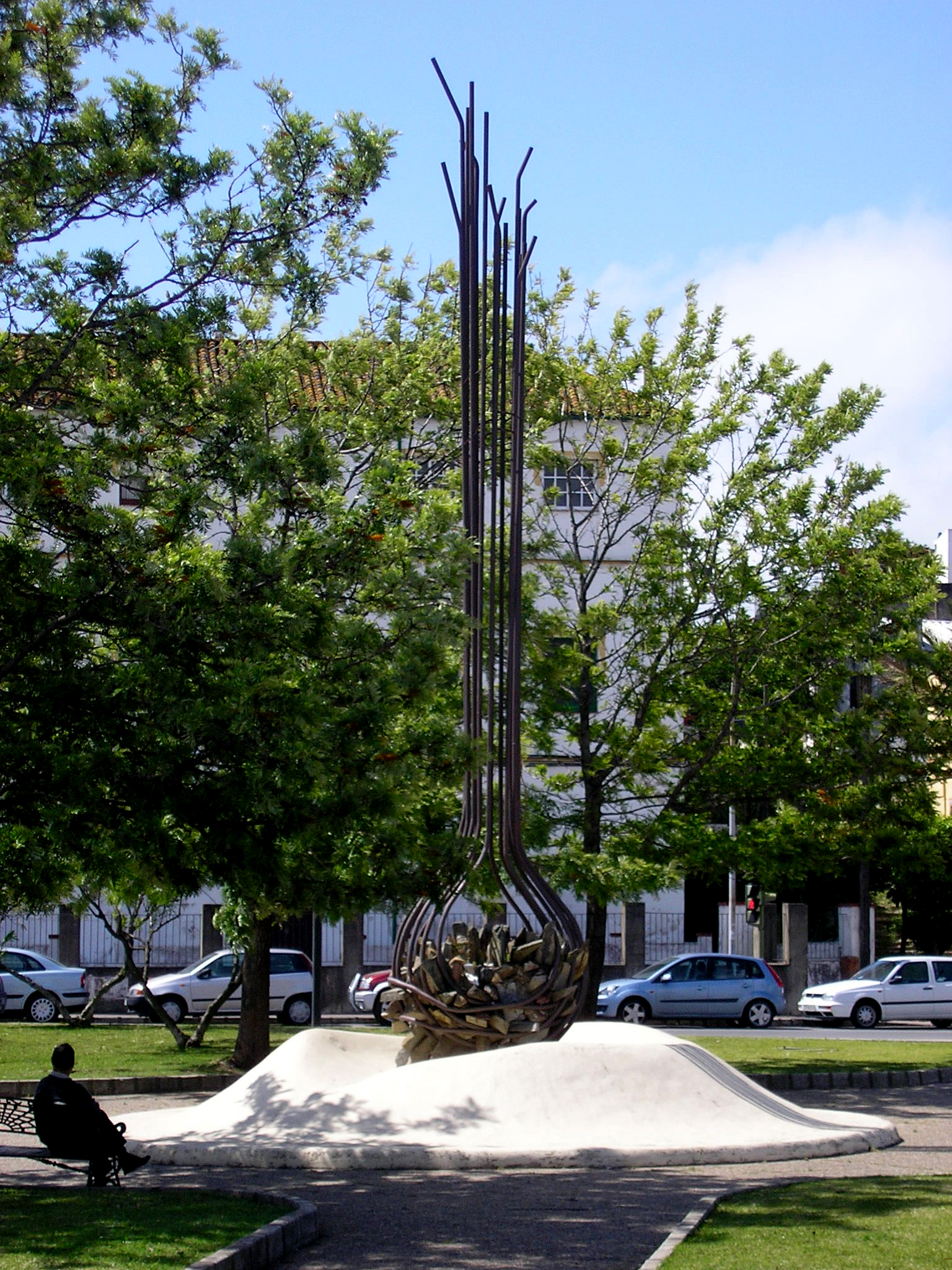
El Copo, monumento a los pescadores en Algeciras.

- 1988: El Copo. Monumento al pescador, en hierro y piedras. Algeciras (Cádiz).
- 1990: Monumento a los Pueblos Iberoamericanos. Coslada (Madrid).
- 1991: Monumento a Manuel Moral Mozas. Torredelcampo (Jaén).
- 1998: Torre del Saber. Universidad de Jaén.
- 2000: Los Tres Pasos. Linares (Jaén).
- 2004: A la Historia de Torrelodones (Madrid).

-2007 ..Elevación.  Universidad de Jaén                                                                                                                          ?                 
2008 Torre de los Tiempos . Torre del campo

## Murales integrados en la arquitectura
- 1983: "Manhattan Sur al Océano". Nueva York.
- 1985: "Nostalgia -El Olivar-". Torrelodones (Madrid)
- 1987: "Impacto". Mural en piedra. Trébola. (Madrid).
- 1989: "Interior/Exterior". Mural para la casa Samper. (Madrid).
- 1990: "Montaña" y "Sueño de mar". Mural para "Los Jazmines". Pizarra (Málaga). "Interior/Exterior" para "Los Villares".
- 1991: "Eclosión" para el Centro del Padre Poveda. Madrid.
- 1992: "Reflejos" para el Bar Caiztegui.
- 1993: "Esquina impactada". Torredelcampo (Jaén).
- 1994: "Interior". Villanueva y Geltrú (Barcelona).
- 1995: "Espejismo de Montaña". La Cavada (Cantabria).
- 1996: "Entrada misteriosa". Pírez. Boadilla del Monte (Madrid).
- 1997: "Diálogo Exterior". Colección de los Sres. de Chamorro. Jaén."Núcleos fecundos". Casa de los Sres. de Furones. Madrid."Diálogo en el espacio". Casa de los Sres. de Quesada. Jaén.
- 2000: "Árbol de la vida" y Reflejos". IES Torredelcampo (Jaén).